# 84
84（八十四）是83与85之间的自然数。

## 在数学中
- 第60個合數，正因數有1、2、3、4、6、7、12、14、21、28、42和84。前一個為82、下一個為85。
質因數分解為{\displaystyle 2^{2}\times 3\times 7}。
- 第18個過剩數，真因數和為140，盈度為56。前一個為80、下一個為88。
  - 第19個半完全數，和為本身的其中一組因數為1、 2、 3、 4、 6、 7、 12、 21、 28。前一個為80、下一個為88。
- 第12個佩服數，相減後為本身的因數為28。前一個為78、下一個為88。
- 第31個十进制的哈沙德數。前一個為81、下一個為90。
- 第48個十进制的奢侈數。前一個為82、下一個為85。
- 2位數的自然数之中和60、72、90和96都擁有最多因數個數（12個）。在120以下的自然数中，108也是12個因數。
- 孿生質數41與43的和。
- Tau數，因為其因數數目（12）可整除自己（84/12=7）
- 第7個三角錐数。前一個是56、後一個是120。
- 1/84 = 0.01190476 ...（底線部份為循環單位共6位）
- 84² + 1 = 7057，在n² + 1 能形成質數。
- 三邊長為13,14,15的三角形的面積為84平方單位。
- 前四个奇数平方和为84，即{\displaystyle {{{{{1}^{2}}+{{3}^{2}}}+{{5}^{2}}}+{{7}^{2}}}=84}。

### 基本运算
| 乘法                             | 1  | 2   | 3   | 4   | 5   | 6   | 7   | 8   | 9   | 10  |  | 11  | 12   | 13   | 14   | 15   | 16   | 17   | 18   | 19   | 20   |
| -------------------------------- | -- | --- | --- | --- | --- | --- | --- | --- | --- | --- |  | --- | ---- | ---- | ---- | ---- | ---- | ---- | ---- | ---- | ---- |
| {\displaystyle {{84}\times {x}}} | 84 | 168 | 252 | 336 | 420 | 504 | 588 | 672 | 756 | 840 |  | 924 | 1008 | 1092 | 1176 | 1260 | 1344 | 1428 | 1512 | 1596 | 1680 |

## 在人类文化中
- 84消毒液

## 在科学中
- 釙的原子序數[1]

## 在其它领域中
- 越南的國際電話區號